# Polo sur de inaccesibilidad

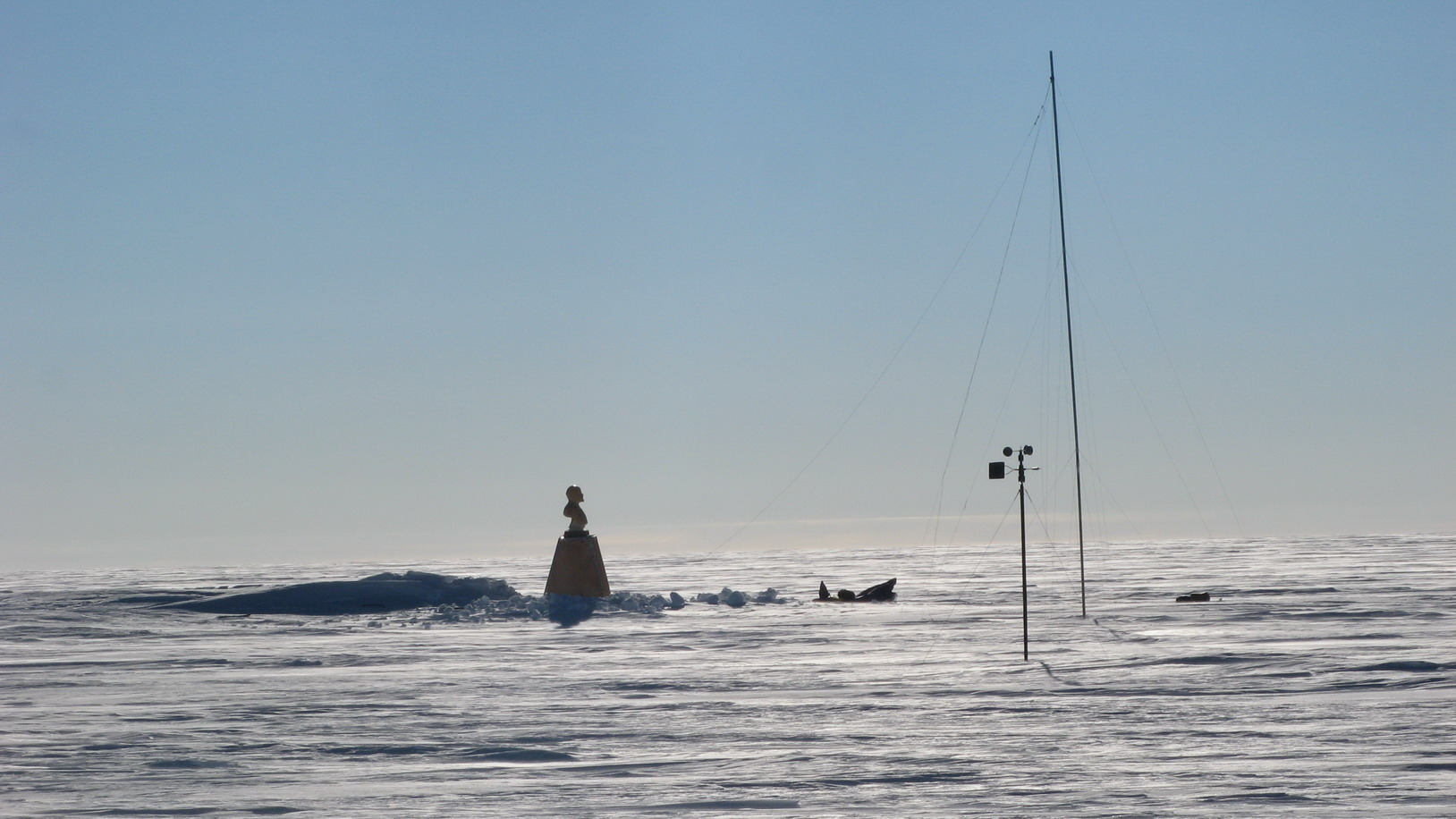
Polo Sur de Inaccesibilidad, antigua base temporal soviética a la que llegó el equipo N2i.

El polo sur de inaccesibilidad es el punto más alejado del mar en la Antártida. Se sitúa en 82°06′S 54°58′E y en este se sitúa la base rusa Vostok. Este lugar es más difícil de alcanzar que el polo sur geográfico, el cual está a unos 800 km. Está cerca de la Península Antártica y de la Tierra de Marie Byrd. 
El punto más comúnmente referenciado al antiguo polo soviético de investigación básica de inaccesibilidad (82 ° 06 'S, 54 ° 58' E, que está clasificado como monumento histórico de la Antártida; otras fuentes indican 83 ° 06 ′ S, 54 ° 58 ′ E). Se encuentra a 878 km desde el Polo Sur a una altitud de 3718 m, a 600 km de la base rusa Sóvetskaya. Utilizando diferentes criterios, el Scott Polar Research Institute ubica el polo a 85 ° 50 ′ S, 65 ° 47 ′ E.
Según el sitio web ThePoles.com , si solo se tiene en cuenta la superficie terrestre de la Antártida, el punto más alejado del mar se encuentra en 82 ° 53 ′ 14 ″ S, 55 ° 04 ′ 30 ″ E; teniendo en cuenta las capas de hielo, que se encuentra por 83 ° 50 '37 "S, 65 ° 43' 30" E. Este último punto fue calculado por el British Antarctic Survey en 2005.
El polo de inaccesibilidad más cercano es el polo de inaccesibilidad del Pacífico o Punto Nemo.